# Libyastus proximus
Libyastus proximus är en loppart som beskrevs av Smit 1958. Libyastus proximus ingår i släktet Libyastus och familjen fågelloppor. Inga underarter finns listade i Catalogue of Life.